# Salgesch
Salgesch (toponimo tedesco; in francese Salquenen) è un comune svizzero di 1 470 abitanti del Canton Vallese, nel distretto di Leuk.

## Storia
Il villaggio è attestato con il nome Salquenum dal 1225 circa.

## Monumenti e luoghi d'interesse

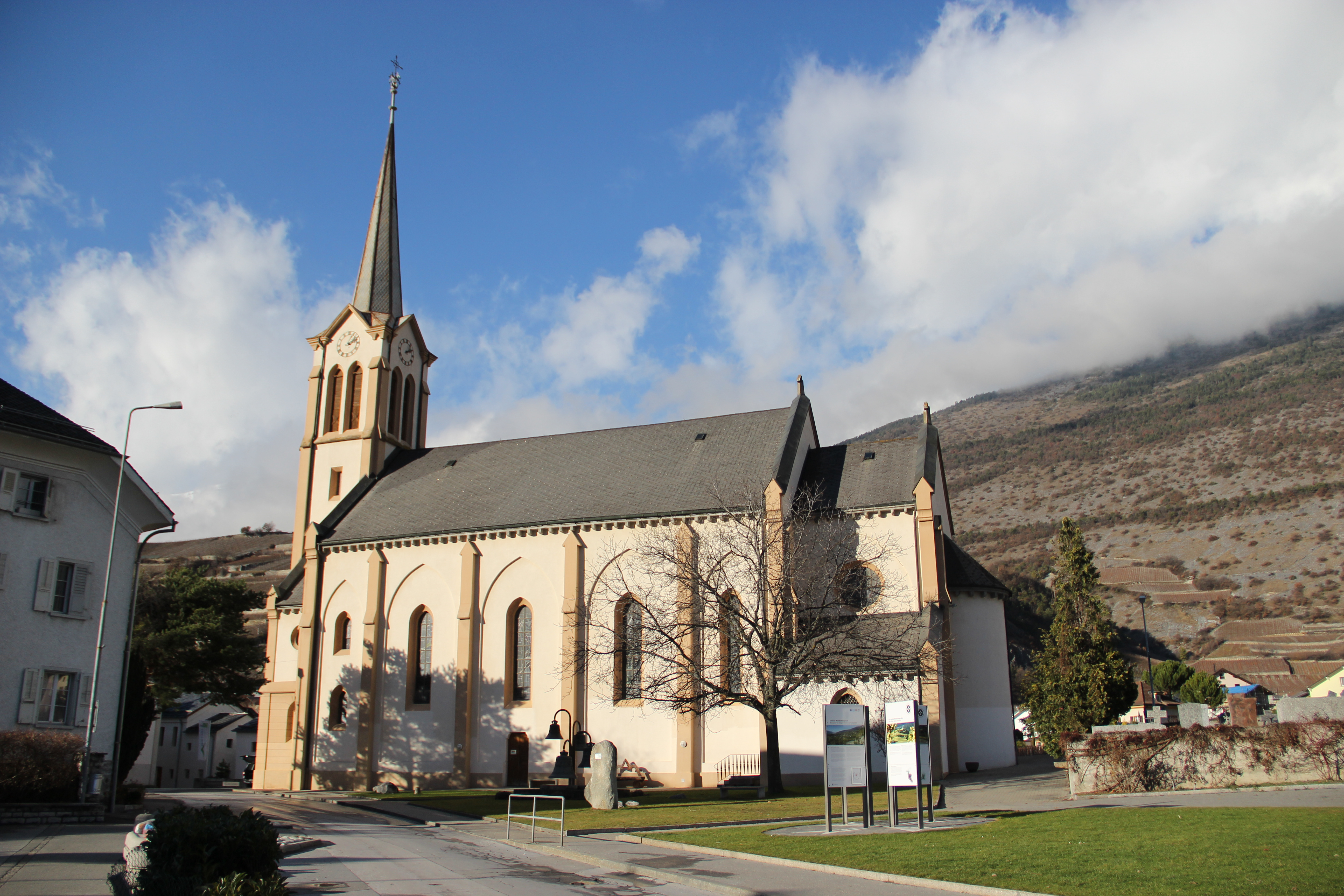
La chiesa di San Giovanni Battista

- Chiesa parrocchiale cattolica di San Giovanni Battista, eretta nel 1887[1].

## Società

### Evoluzione demografica
L'evoluzione demografica è riportata nella seguente tabella:
Abitanti censiti

## Economia
Dopo la Seconda guerra mondiale l'allevamento è stato sostituito dalla viticoltura: oggi a Salgesch si trovano 203 ettari di vigneti e oltre 40 produttori. Salgesch è il più grande comune produttore di vino rosso dell'Alto Vallese e il suo vino è oggi tutelato da un marchio di origine.

## Amministrazione
Ogni famiglia originaria del luogo fa parte del cosiddetto comune patriziale e ha la responsabilità della manutenzione di ogni bene ricadente all'interno dei confini del comune.